# L'Home nou
L'Home Nou és un concepte utòpic que implica la creació d'un ésser humà ideal nou, un ciutadà regenerat de les impureses acumulades pel pas del temps. En certa manera tot i que s'anomeni home nou, es un retorn als orígens. Tot i això, el significat d'un Home Nou és divers segons l'emprin les diferents ideologies i religions, pel que la creació de l'home nou implica una neteja ideològica, espiritual, i àdhuc racial.

## Versions filosòfiques, religioses i socials

### Home nou i religió
Es propugna a diferents religions que mercés a l'espiritualitat l'home s'allibera del pecat i reneix en el que seria un home nou, just, pietós i savi.

### Degeneracionisme i regeneracionisme
En el naixent món industrial del s. XIX, convuls socialment, amb el marxisme i el darwinisme traient el nas, calia afegir recursos teòrics per justificar l’ordre social establert. L’aparició del degeneracionisme, segons el qual la nació, reflex de la societat, alhora reflex dels individus, s'afebleix a causa de la degeneració de la raça, serà un d’ells. El degeneracionisme influirà en la societat occidental fins al punt que es pot trobar la influència en obres com La màquina del temps, d’en Wells, o La crida de la natura, d’en London.
Així, al racisme modern, originat al s. XIX, s' afegeix un fort component classista. I alhora, la classificació de la humanitat segons races, iniciada a mitjans del s. XIX impacta plenament en la societat. Entrat el segle xx, a nombrosos països es proposa l'eugenèsia per a restablir el vigor a la raça pròpia, i el racisme per evitar-ne la contaminació de «races inferiors».
Afegint-hi la influència filosòfica d'en Friedrich Nietzsche i el seu superhome (Übermensch), trobem que durant el primer terç del segle XX el nazisme i el feixisme cerquen un home nou racialment i espiritualment regenerat, retornat a una puresa original, que ha de permetre a la nova nació de superhomes bastir imperis intemporals.
També el comunisme soviètic cercà l'home nou, amb una ferotge selecció ideològica, en la que, com en els altres totalitarismes contemporanis, els individus descartats eren eliminats.

### El Superhome de Nietzsche
El concepte d'Übermensch ("Superhome") del filòsof Friedrich Nietzsche era el d'un home nou que seria un líder mitjançant una voluntat de poder existencialista de naturalesa vitalista i irracionalista. Nietzsche va desenvolupar el concepte en resposta a la seva visió de la mentalitat de ramat i el nihilisme inherent del cristianisme, i el buit en el significat existencial que es realitza amb la mort de Déu. L'Übermensch és l'objectiu de la humanitat i la voluntat centrada en el món de l'Übermensch emergeix com el nou sentit de la vida, un individu que repudia les normes, que es supera a si mateix, i és el mestre en el control dels seus impulsos i passions.

## Versions polítiques

### L'home Nou liberal
En Thomas Paine i el William Godwin creien que la difusió del liberalisme clàssic a França i als Estats Units va constituir el naixement d'un home nou i una nova era.

### L'home Nou del socialisme utòpic
Els socialistes utòpics com Henri de Sant-Simon, Charles Fourier i Robert Owen van veure una futura Edat Daurada dirigida per un Home Nou que reconstruiria societat.

### L'home Nou comunista
Vegeu també: Nou home soviètic
El marxisme postula el desenvolupament d'un home nou i una dona nova en una societat comunista seguint els valors de naturalesa no essencial de l'estat i la importància del treball lliurement associat per a l'afirmació de la humanitat d'una persona. Això contrasta amb una visió oposada de personalitat innata que és contraproduent per al col·lectivisme desinteressat que eleva les austeritats i la disciplina al veritable materialisme en tots els seus pejoratius i per als adherents al treballador dinàmic autorregulador.
El marxisme no veu l'home/dona nou com un objectiu o un requisit previ per assolir el comunisme ple, sinó com un producte de les condicions socials del comunisme pur. L'assaig "El socialisme i l'home a Cuba" del Che Guevara i "L'ànima de l'home sota el socialisme" de l'Oscar Wilde són dos exemples de l'arquetip de l'"home nou" en la literatura socialista.

### L'Home nou nacionalsocialista
Tot i que se'n fa una mala interpretació, la influència de l'Übermensch ("Superhome") d'en Friedrich Nietzsche és abasagadora. L'Home nou és un arquetip de voluntat forta i d'acció directa, així com de violència bèl·lica, atès que aconsegueix el que vol per la força, perquè com a ésser superior hi té dret.
Es pot referir un discurs d’en Hitler a Nuremberg, el setembre del 1936, recollit al diari madrileny El Adelanto el 18 de setembre d’aquell any: «Saludamos a la nueva vida alemana. Nosotros, los nacionalsocialistas, hemos fundado no sólo un nuevo Estado, sino también el hombre nuevo... Alemania tiene un aspecto pacífico y queremos la paz...».

Com es pot apreciar, el nazisme té una forta influència en el feixisme espanyol. També es pot referir un article a Imperio, del 25 de maig de 1938: «La pedagogía en la nueva Alemania, III», d’Adolfo Maillo,
«El vitalismo de la nueva escuela alemana ha dado lugar... a dos novedades... de una parte, al destacadísimo rango concedido a la educación física... de otra, al peculiar carácter de la educación post-escolar del Tercer Reich... El hombre nuevo, que posee un organismo endurecido y flexibilizado por todas las intemperies; que ha recibido, en la etapa decisiva de la plasticidad bio-psíquica, la caricia pungenie de los estímulos telúricos, en una vuelta a la Naturaleza, que es euforia, y alegria sana, y cosquilleo racial..., que ha purgado su mente y su corazón de todas las toxinas... es, a no dudarlo el protagonista infalsificable de todas las grandes gestas de la época que inicia su orto...»

### L'home nou feixista
El feixisme dona suport a la creació d'un Home nou que és un arquetip dinàmic i de voluntat forta, una figura d'acció directa i violència bel·lica. Antiindividualista, es caracteritza per un sentiment de confiança i masculinitat, dignitat tranquila i autoestima, determinació i autoritat. Amb una separació de l'amor romàntic, els antecedents familiars i l'escola, la seva visió del món és romantica, apassionada, seriosa i realista, preocupada per l'honor dels herois caiguts, i una forta creença en la responsabilitat personal, el renaixement nacional i la renovació.
L'Home nou feixista es considera un component d'una massa disciplinada que s'ha despullat de l'individualisme, la discriminació de la política de partits, i l'orientació de classe cohesionada a favor d'un esforç paramilitarista unit. Un exemple d'això va ser la idea del Soldat Polític, que va ser desenvolupada pels líders del Official National Front al Regne Unit als anys 80 i va passar a formar part de la ideologia de la Third Position. La societat és l'últim àrbitre del valor de l'esforç interior personal d'un individu.

#### El Feixisme italià i l'Home nou
La teorització feixista italiana de l'home nou neix de l'onada de filosofies intervencionistes i moviments futuristes sorgits durant la Primera guerra mundial. S'enfoca a una voluntat de renovació respecte als costums vuitcentistes que caracteritzaven les classes socials benestants, especialment la burgesia, a la que posteriorment s'afegiran bona part de les classes mitjanes, considerades classes socials "corruptes". S'assenyala com a individus degradats:
- els que van imitar models de vida francesos, anglesos i sobretot americans: música jazz, tennis, polo, tertúlies per bridge, festes al jardí.
- els que vestien en anglès, i consumien productes estrangers
- cosmopolites

Alhora que propugnava que era l'Estat qui havia de modelar els ciutadans i no al contrari, el 14 de novembre de 1933 el Benito Mussolini feia una certa definició del seu concepte d'home nou: «Hem rebutjat la teoria de l'home econòmic, la teoria liberal, i hem crescut cada vegada que hem sentit que el treball és una mercaderia. L'home econòmic no existeix, hi ha l'home integral que és polític, que és econòmic, que és religiós, que és sant, que és guerrer»
La idea d'home nou segons el feixisme italià fou desenvolupava per l'Achille Starace. A més d'aspectes ideològics, s'embolicava amb una simbologia pseudoprogressista en que es rebutjaven disfresses considerades antiquades com el barret de copa, el frac, el coll, els espinets, el bastó, les sabatilles, l'encaixada de mans, etc.
En aquest context es va crear l'escola del misticisme feixista i es va convocar el dissabte feixista. Es veu en l'Ernst Jünger com un dels seus principals referents culturals. I també cal esmentar l'obra de l'italià Antonio Beltramelli titulada The New Man (1923).

#### El Feixisme espanyol i l'Home nou
La pèrdua de les darreres colònies causà un xoc sobtat entre la història oficial, mitificada, que parlava d'imperi, conqueridors, segle d'or espanyol, llengua castellana, catolicisme, etc., i la història real. Aquest xoc causà el regeneracionisme, que es barrejà amb la teorització del degeneracionisme provinent de França i la Gran Bretanya. Per això es volgué creure que el que havia passat era una degeneració nacional, i originant-se un discurs regeneracionista en el que participaren alguns dels que serien teòrics del feixisme espanyol i el nacionalcatolicisme, que demananaven la regeneració de l'esperit nacional -castellà excloent-, i cristià com a punt de partida per a la regeneració individual, que alhora comportaria la regeneració nacional. Als cercles intel·lectuals sorgiren discursos regeneradors, i per exemple, part l'anomenada generació del 98 ho era.

Des de postures progressistes s'apelà a una regeneració física i intel·lectual, mitjançant la gimnàstica i l'ensenyament. Com a exemple d'aquest discurs regenerador es pot escollir un article de La Voz de Aragón, del 12 d’octubre de 1934, article «Compulsación del Hombre», de J. Samperiz Janín:
«El factor esencial de la vida de los pueblos civilizados y cumbreños es el hombre. Donde falta ese componente no hay vida, civilización... Todo es marasmo, tinieblas... Efluvios de decadencia, de degeneración política, son los vientos que impulsan toda clase de rebeldías desde el banco azul hasta el más andrajoso pedigüeño. Nuestra raza está en crisis. No sabe o no puede rehacerse... Alegar, «ipso-facto», por un cambio fundamental sin apoyarse fuertemente en la piedra angular de la escuela es una tontería... De ahí nuestra coincidencia absoluta con quien dice que lo esencial no es un Estado nuevo, sino un hombre nuevo dentro de ese Estado...».
Des de postures religioses s'apelà a una recristianització que recuperés l'esperit dels individus, i en conseqüència de la nació.
I per un altre costat, les elits polítiques i socials que patrimonialitzen Espanya, i que no digerien la pèrdua colonial, veieren en la República i la minsa autonomia catalana una amenaça al seu poder, riquesa, privilegis i corrupteles. Recuperen el discurs del degeneracionisme segons el qual la raça ha degenerat, i en conseqüència la societat, i en conseqüència la nació, i d'aquí la decadència espanyola. De mà del regeneracionisme s'origina un discurs supremacista de la puresa de la raça «espanyola» -de matriu castellana, naturalment- a darrers del segle xix, que continuarà durant el s. XX. És en les primeres dècades del s. XX que, alimentat per un corrent internacional favorable a l'eugenèsia i la classificació racial del món, i de bracet del nazisme i el feixisme italià, el racisme restà fixat dins el nacionalisme espanyol, i de forma especial en el feixisme espanyol.
La finalitat classista d’imposició i espoli era la mateixa que a l'antic règim, però amb un factor nou: els individus racialment degenerats eren propensos a contraure el separatisme (s'anomenava separatisme al catalanisme) i el comunisme. Així, gràcies als símptomes, era fàcil discernir els individus a eliminar durant una guerra allargada interessadament, i la inacabable postguerra. En aquest sentit, el portaveu rebel Gonzalo de Aguilera, el 1937 afirmà a un periodista: “Ahora espero que usted comprenda qué es lo que entendemos por la regeneración de España… Nuestro programa consiste en exterminar un tercio de la población masculina española…”. I també es pot esmentar una entrevista en un diari italià on Franco descriu que la guerra tenia com a objectiu «salvar a la Patria que se hundía en el mar de la disociación y de la degeneración racial».
Com a l'Alemanya nazi, no mancaren científics bastint els carreus intel·lectuals d’aquest racisme que esclatà al voltant de la Guerra Civil, on el règim colpista del general Franco desplega accions repressives clares i contundents, una política genocida de caràcter cultural i biològic. Però a diferència del nazisme, el franquisme tingué moltes dècades per blanquejar les seves accions, reconvertir-les en un tradicionalisme anticomunista, i eliminar documentació compromesa.

Òbviament, en Franco, tot i ser un dels personatges més corruptes de la història espanyola, és considerat un exponent de l'Home nou, com ara a l’article «De la Dictadura del General Primo de Rivera a la guerra civil», a Labor, del 14 de gener de 1937:
«La prensa diaria ha publicado recientemente una interesantísima interviú que un redactor del diario portugués «Las Noticias» ha obtenido de nuestro Generalísimo... «El generalísimo viene a mi encuentro (vestido con la faja roja, signo de su alta situación militar). Es un hombre nuevo, joven, de poco más de cuarenta años. Una sonrisa franca, como su apellido...»

## Versions científiques
Emprar la ciència per a millorar la persona és un argument habitual de moltes obres de ficció, com per exemple Frankenstein, de la Mary Shelley. Però també es postula de forma seriosa com un futur possible en la teoria transhumanista.

### L'Home nou transhumanista
El transhumanisme dona la benvinguda a la creació d'un home nou en sentit físic mitjançant millores a través de la cibernètica i altres "millores humanes", com pot ser la creació de ciborgs. L'estudiós Klaus Vondung argumenta que el transhumanisme representa la revolució final. Altres teòrics han fet observacions semblants.

## Critiques a la proposta del nou home
El poema "The Unknown Citizen" del W. H. Auden es considera una paròdia dels intents d'honor (i, per tant, de promoure) un determinat tipus de comportament a la societat moderna. Desafia les ideologies de l'"home nou" i menysprea el fet d'encoratjar el compliment mitjançant la pressió social.